# Morti il 12 aprile

## I secolo a.C.(2)
- 46 a.C. - Marco Porcio Catone Uticense, politico, militare e scrittore romano (n. 95 a.C.)
- 45 a.C. - Gneo Pompeo il Giovane, generale romano

## III secolo(2)
- 238 - Gordiano I, imperatore e senatore romano
- 238 - Gordiano II, imperatore romano

## IV secolo(2)
- 352 - Papa Giulio I, papa, vescovo e santo romano
- 371 - Zeno di Verona, vescovo e santo romano (n. 300)

## V secolo(1)
- 434 - Massimiano di Costantinopoli, arcivescovo romano

## VIII secolo(1)
- 742 - Erchembodone di Thérouanne, vescovo irlandese

## IX secolo(1)
- 880 - Carlomanno di Baviera, re (n. 830)

## X secolo(1)
- 901 - Eudocia Baïana, imperatrice bizantina

## XI secolo(2)
- 1050 - Alferio Pappacarbone, abate italiano (n. 930)
- 1085 - Berta di Blois, duchessa

## XII secolo(4)
- 1111 - Bertoldo II di Zähringen, nobile tedesco (n. 1050)
- 1125 - Vladislao I di Boemia, sovrano boemo
- 1167 - Carlo VII di Svezia, sovrano (n. 1130)
- 1178 - Sebastiano Ziani, mercante, politico e diplomatico italiano

## XIII secolo(4)
- 1212 - Vsevolod III di Vladimir, principe (n. 1154)
- 1237 - Berenguela di León, principessa (n. 1204)
- 1256 - Margherita di Borbone-Dampierre, regina
- 1262 - Roberto II delfino d'Alvernia, nobile francese

## XIV secolo(2)
- 1307 - Umberto I del Viennois, nobile (n. 1240)
- 1312 - Rizzardo IV da Camino, condottiero e nobile italiano (n. 1274)

## XV secolo(8)
- 1411 - Roberto I di Bar, nobile francese (n. 1344)
- 1415 - Valerano III di Lussemburgo-Ligny, conte francese
- 1439 - Giovanni I di Slesia, nobile polacco (n. 1385)
- 1443 - Henry Chichele, vescovo e arcivescovo inglese
- 1469 - Peter von Schaumberg, cardinale tedesco (n. 1388)
- 1487 - Rodolfo di Hochberg, nobile svizzero (n. 1427)
- 1495 - Benedetto da Cingoli, poeta italiano
- 1500 - Leonardo di Gorizia, conte (n. 1440)

## XVI secolo(11)
- 1503 - Marietta di Patrasso, greca
- 1506 - Samhudi, storico e giurista egiziano (n. 1440)
- 1522 - Piero di Cosimo, pittore italiano
- 1530 - Giovanna la Beltraneja, regina (n. 1462)
- 1534 - Lucrezia Crivelli, italiana
- 1541 - Georges de Selve, vescovo cattolico francese (n. 1508)
- 1550 - Claudio I di Guisa, condottiero francese (n. 1496)
- 1555 - Giovanna di Castiglia, regina (n. 1479)
- 1566 - Gonzalo Pérez, politico spagnolo (n. 1500)
- 1573 - Ferrante Loffredo, marchese italiano (n. 1501)
- 1579 - Jean de Montluc, vescovo cattolico francese (n. 1508)

## XVII secolo(13)
- 1602 - Nicolaus Reusner, giurista e editore tedesco (n. 1545)
- 1606 - Diego Romano y Gobea, vescovo cattolico spagnolo (n. 1538)
- 1631 - Maeda Nagatane, militare giapponese (n. 1550)
- 1638 - Amakusa Shirō, militare giapponese (n. 1621)
- 1639 - Robert Carey, I conte di Monmouth, nobile e politico inglese (n. 1560)
- 1640 - Bruno Bruni, gesuita e missionario italiano (n. 1590)
- 1648 - Caterina Belgica di Nassau, principessa (n. 1578)
- 1670 - Scipione Pannocchieschi, cardinale e arcivescovo cattolico italiano (n. 1598)
- 1670 - Jirjis Rizqallah, patriarca cattolico libanese
- 1672 - Giselda Zamoyska, principessa polacca (n. 1623)
- 1678 - Thomas Stanley, scrittore e traduttore inglese (n. 1625)
- 1681 - Pietro Paolini, pittore italiano (n. 1603)
- 1695 - Jean-Baptiste Corneille, pittore, incisore e insegnante francese (n. 1649)

## XVIII secolo(31)
- 1704 - Jacques Bénigne Bossuet, scrittore e vescovo cattolico francese (n. 1627)
- 1706 - Thomas Howard, III conte di Berkshire, nobile e politico inglese (n. 1619)
- 1713 - Giovanni Antonio Lazzari, pittore italiano (n. 1639)
- 1715 - John Keith, I conte di Kintore, nobile scozzese (n. 1630)
- 1715 - Thomas Wharton, I marchese di Wharton, nobile e politico inglese (n. 1648)
- 1722 - Antonio Zanchi, pittore italiano (n. 1631)
- 1725 - Giovan Battista Foggini, scultore e architetto italiano (n. 1652)
- 1726 - Vincenzo Olivicciani, cantante castrato italiano (n. 1647)
- 1729 - Louis Pécour, danzatore e coreografo francese (n. 1653)
- 1732 - Giulio Cesare Compagnoni, vescovo cattolico italiano (n. 1675)
- 1735 - Nicola Gaetano Spinola, cardinale e arcivescovo cattolico italiano (n. 1659)
- 1736 - Thomas Sebright, IV baronetto, politico inglese (n. 1692)
- 1743 - Augustine Washington, militare britannico (n. 1694)
- 1746 - Grigorij Ivanovič Orlov, militare e politico russo (n. 1685)
- 1748 - William Kent, pittore, decoratore e architetto britannico
- 1751 - Sigismund von Kollonitz, cardinale e arcivescovo cattolico austriaco (n. 1676)
- 1761 - Maria Franziska von Trautson, principessa austriaca (n. 1708)
- 1763 - Giuseppe Spinelli, cardinale e arcivescovo cattolico italiano (n. 1694)
- 1768 - Claude Rabuel, matematico e gesuita francese (n. 1668)
- 1770 - Cesare Ligari, pittore italiano (n. 1716)
- 1775 - William Kerr, IV marchese di Lothian, nobile, politico e ufficiale scozzese (n. 1710)
- 1777 - Claude-Prosper Jolyot de Crébillon, scrittore francese (n. 1707)
- 1781 - Francesco Antonio La Fornara, cantante italiano (n. 1706)
- 1782 - Pietro Metastasio, poeta, librettista e drammaturgo italiano (n. 1698)
- 1784 - Joseph Raulin, ginecologo e medico francese (n. 1708)
- 1785 - Cristina Antonia Somis, cantante italiana (n. 1704)
- 1788 - Giambattista Albertini, diplomatico e politico italiano (n. 1717)
- 1788 - Charles-Antoine Campion, compositore italiano (n. 1720)
- 1788 - Carlo Giuseppe Toeschi, violinista e compositore tedesco (n. 1731)
- 1790 - Johann Jacob Ferber, mineralogista svedese (n. 1743)
- 1796 - Philibos Boutros El Gemayel, patriarca cattolico libanese

## XIX secolo(60)
- 1806 - Louis-Alexandre de Cessart, ingegnere francese (n. 1719)
- 1806 - Johann Gottfried Hasse, filosofo e teologo tedesco (n. 1759)
- 1806 - Giuseppe Mayno, brigante italiano (n. 1780)
- 1809 - Scipione Piattoli, scrittore, politico e prete italiano (n. 1749)
- 1811 - D'Ewes Coke, filantropo e presbitero inglese (n. 1747)
- 1813 - Jean François Carteaux, generale e pittore francese (n. 1751)
- 1814 - António de São José de Castro, vescovo cattolico e monaco cristiano portoghese (n. 1741)
- 1814 - Charles Burney, compositore, organista e storico inglese (n. 1726)
- 1815 - Sergej Aleksandrovič Menšikov, nobile e ufficiale russo (n. 1746)
- 1817 - Charles Messier, astronomo francese (n. 1730)
- 1820 - Arthur Young, scrittore e saggista inglese (n. 1741)
- 1824 - Thomas Hall, pastore protestante statunitense (n. 1750)
- 1825 - Anna Ivanovna Barjatinskaja, nobildonna russa (n. 1772)
- 1827 - Federica Augusta Sofia di Anhalt-Bernburg, nobile tedesca (n. 1744)
- 1827 - Michele Troja, medico e oculista italiano (n. 1747)
- 1828 - Samuel Frederick Gray, botanico britannico (n. 1766)
- 1830 - Christian Wilhelm Ahlwardt, filologo classico tedesco (n. 1760)
- 1834 - Isabella Ingram, nobile britannica (n. 1759)
- 1837 - Giovanni Rasori, patologo, traduttore e patriota italiano (n. 1766)
- 1838 - Johann Adam Möhler, teologo tedesco (n. 1796)
- 1839 - Mario Gemmellaro, naturalista e geologo italiano (n. 1773)
- 1851 - Martin Schrettinger, bibliotecario tedesco (n. 1772)
- 1854 - Don Pacifico, diplomatico britannico (n. 1784)
- 1855 - Pedro Albéniz, pianista, organista e compositore spagnolo (n. 1795)
- 1856 - Gaetano Recchi, politico italiano (n. 1797)
- 1858 - Giovanni Battista Benardelli, pittore, incisore e fotografo italiano (n. 1819)
- 1859 - Jean-Joseph Ader, scrittore, storico e drammaturgo francese (n. 1796)
- 1859 - Angiolina Bosio, soprano italiano (n. 1830)
- 1860 - Ernesto I di Hohenlohe-Langenburg, principe tedesco (n. 1794)
- 1861 - Emmanuel Bailly, religioso e giornalista francese (n. 1794)
- 1865 - Carlo Torrigiani, politico italiano (n. 1807)
- 1866 - Mikayel Nalbandian, poeta, scrittore e traduttore armeno (n. 1829)
- 1867 - Charles Coquerel, medico e entomologo francese (n. 1822)
- 1867 - David Canabarro, generale brasiliano (n. 1796)
- 1868 - James Gascoyne-Cecil, II marchese di Salisbury, nobile e politico britannico (n. 1791)
- 1869 - Ida di Waldeck e Pyrmont, principessa tedesca (n. 1796)
- 1871 - Pierre Leroux, editore, filosofo e politico francese (n. 1797)
- 1872 - Nikolaos Mantzaros, compositore greco (n. 1795)
- 1875 - Philipp von Brunnow, politico russo (n. 1797)
- 1877 - Juan Bautista Gill, politico paraguaiano (n. 1840)
- 1877 - Giovanni Orlandini, editore, militare e patriota italiano (n. 1804)
- 1878 - William M. Tweed, politico statunitense (n. 1823)
- 1879 - Richard Taylor, politico e generale statunitense (n. 1826)
- 1879 - Hippolyte de Villemessant, giornalista francese (n. 1810)
- 1884 - Federico Salomone, patriota e politico italiano (n. 1825)
- 1887 - Gottfried von Neureuther, architetto tedesco (n. 1811)
- 1888 - Ludvig Nobel, imprenditore, ingegnere e filantropo svedese (n. 1831)
- 1890 - Giovanni Bianchetti, politico italiano (n. 1809)
- 1890 - Enrico Castellano, politico italiano (n. 1825)
- 1890 - Giuseppina Giovanelli, attrice teatrale italiana (n. 1848)
- 1891 - Cecilia di Baden, principessa (n. 1839)
- 1891 - Robert Waterman, politico statunitense (n. 1826)
- 1892 - Tito Chelazzi, pittore italiano (n. 1834)
- 1894 - Joseph Vigier, fotografo francese (n. 1821)
- 1895 - Paul Chenavard, pittore francese (n. 1808)
- 1896 - Carl Humann, ingegnere tedesco (n. 1839)
- 1896 - Alexander Ritter, violinista e compositore tedesco (n. 1833)
- 1897 - Edward Drinker Cope, paleontologo, erpetologo e ittiologo statunitense (n. 1840)
- 1898 - Elzéar-Alexandre Taschereau, cardinale e arcivescovo cattolico canadese (n. 1820)
- 1900 - Tomás Gomensoro, politico uruguaiano (n. 1810)

## XX secolo(243)
- 1903 - Syrius Eberle, scultore e insegnante tedesco (n. 1844)
- 1905 - Giuseppe Gariboldi, flautista, compositore e direttore d'orchestra italiano (n. 1833)
- 1906 - Abd al-Aziz bin Mit'ab, emiro saudita (n. 1870)
- 1908 - Hartwig Derenbourg, orientalista, storico e traduttore francese (n. 1844)
- 1908 - Charles Adelle Lewis Totten, militare e scrittore statunitense (n. 1851)
- 1909 - Bartolomeo Giuliano, pittore italiano (n. 1825)
- 1910 - Robert Giffen, economista e statistico scozzese (n. 1837)
- 1910 - William Graham Sumner, sociologo statunitense (n. 1840)
- 1912 - Clara Barton, insegnante statunitense (n. 1821)
- 1912 - Janez Mencinger, scrittore sloveno (n. 1838)
- 1915 - Domenico Gnoli, poeta, storico dell'arte e bibliotecario italiano (n. 1838)
- 1915 - Kálmán Szury, calciatore ungherese (n. 1889)
- 1917 - Franziskus von Bettinger, cardinale e arcivescovo cattolico tedesco (n. 1850)
- 1918 - Isabella Charlet-Straton, alpinista britannica (n. 1838)
- 1919 - Friedrich Otto Rudolf Sturm, matematico tedesco (n. 1841)
- 1920 - Walter Edwards, regista e attore statunitense (n. 1870)
- 1920 - Teresa di Gesù di Los Andes, religiosa cilena (n. 1900)
- 1922 - Spiro Dine, poeta e drammaturgo albanese (n. 1846)
- 1922 - František Ondříček, violinista e compositore ceco (n. 1857)
- 1922 - Romualdo Palberti, avvocato e politico italiano (n. 1846)
- 1923 - Gustav Karl Laube, geologo e paleontologo tedesco (n. 1839)
- 1924 - Vincenzo Cosenza, avvocato, magistrato e politico italiano (n. 1844)
- 1925 - Johannes Lehmann-Hohenberg, geologo tedesco (n. 1851)
- 1926 - Angelo Valle, politico italiano (n. 1851)
- 1927 - Léon Denis, filosofo e parapsicologo francese (n. 1846)
- 1927 - Luigi Lusignani, politico italiano (n. 1877)
- 1927 - Giuseppe Moscati, medico e fisiologo italiano (n. 1880)
- 1928 - Adolfo Hohenstein, pittore e pubblicitario tedesco (n. 1854)
- 1929 - Enrico Ferri, criminologo, politico e giornalista italiano (n. 1856)
- 1931 - Hermann Dessau, storico e epigrafista tedesco (n. 1856)
- 1931 - Fausto Maria Martini, poeta, drammaturgo e critico letterario italiano (n. 1886)
- 1932 - Silvio Zambaldi, drammaturgo italiano (n. 1870)
- 1933 - Lola Artôt de Padilla, soprano francese
- 1933 - Zelia Nuttall, archeologa e etnologa statunitense (n. 1857)
- 1933 - Gus Rodenberg, tiratore di fune statunitense (n. 1873)
- 1934 - Thaddeus Cahill, avvocato e inventore statunitense (n. 1867)
- 1934 - Francesco Cherubini, diplomatico e arcivescovo cattolico italiano (n. 1865)
- 1934 - Horace Lamb, matematico e fisico inglese (n. 1849)
- 1934 - Giovanni Vidari, pedagogista e traduttore italiano (n. 1871)
- 1935 - Douglas Cochrane, XII conte di Dundonald, generale britannico (n. 1852)
- 1936 - Carlos Ameghino, paleontologo e esploratore argentino (n. 1865)
- 1936 - Madeleine Guitty, attrice francese (n. 1870)
- 1936 - Werner Hegemann, architetto e urbanista tedesco (n. 1881)
- 1937 - Abdülhak Hâmid Tarhan, poeta turco (n. 1852)
- 1938 - Edgar Jepson, scrittore inglese (n. 1863)
- 1938 - Fëdor Ivanovič Šaljapin, basso russo (n. 1873)
- 1938 - Johannes Thienemann, ornitologo tedesco (n. 1863)
- 1938 - Serafin e Joaquin Álvarez Quintero, commediografo e librettista spagnolo (n. 1871)
- 1941 - Giovanni Battista Dho, militare e politico italiano (n. 1870)
- 1941 - Pietro Mazzei, aviatore e militare italiano (n. 1916)
- 1942 - Vincenzo De Simone, poeta italiano (n. 1879)
- 1942 - Egidio Gennari, politico italiano (n. 1876)
- 1942 - Arnold Keppel, VIII conte di Albemarle, politico e ufficiale inglese (n. 1858)
- 1943 - Bruno Galli-Valerio, patologo, igienista e batteriologo italiano (n. 1867)
- 1943 - Edoardo Garbin, tenore italiano (n. 1865)
- 1943 - Leonardo Mordini, diplomatico e storico italiano (n. 1867)
- 1943 - Heinrich Uukkivi, calciatore estone (n. 1912)
- 1944 - Giorgio Belloni, pittore italiano (n. 1861)
- 1944 - Emmanuel de Blommaert, cavaliere belga (n. 1875)
- 1944 - Amos Calderoni, operaio e partigiano italiano (n. 1925)
- 1944 - Carlo Dani, ciclista su strada, pistard e tenore italiano (n. 1873)
- 1944 - Roberto Grau, scacchista argentino (n. 1900)
- 1944 - Terzo Lori, partigiano italiano (n. 1913)
- 1944 - Alois Musil, arabista, esploratore e scrittore ceco (n. 1868)
- 1944 - Adolf Wagner, politico tedesco (n. 1890)
- 1945 - Enrico Bertani, partigiano italiano (n. 1919)
- 1945 - Ermanno Gindoli, ufficiale e partigiano italiano (n. 1919)
- 1945 - Pietro Maset, militare e partigiano italiano (n. 1911)
- 1945 - Vilém Mathesius, linguista ceco (n. 1882)
- 1945 - Alfred Picard, calciatore tedesco (n. 1913)
- 1945 - Peter Raabe, compositore e direttore d'orchestra tedesco (n. 1872)
- 1945 - Domenico Rivalta, partigiano italiano (n. 1910)
- 1945 - Franklin Delano Roosevelt, politico statunitense (n. 1882)
- 1945 - Guido Segre, imprenditore e funzionario italiano (n. 1881)
- 1945 - Kārlis Upenieks, calciatore lettone (n. 1914)
- 1945 - Benvenuto Volpato, partigiano e antifascista italiano (n. 1920)
- 1946 - August Borms, politico belga (n. 1878)
- 1946 - Teizō Takeuchi, calciatore giapponese (n. 1908)
- 1946 - Marian Zyndram-Kościałkowski, politico polacco (n. 1892)
- 1947 - Gabriele Nasci, generale italiano (n. 1887)
- 1947 - Roberto di Württemberg, principe tedesco (n. 1873)
- 1948 - Curt Sjöberg, ginnasta e tuffatore svedese (n. 1897)
- 1949 - Rosa Chiarina Scolari, religiosa italiana (n. 1882)
- 1950 - Tito Pellicciotti, pittore italiano (n. 1871)
- 1951 - Andrea Marro, chirurgo italiano (n. 1872)
- 1951 - Henry De Vere Stacpoole, scrittore e medico irlandese (n. 1863)
- 1952 - Julia Cuypers, attrice olandese (n. 1871)
- 1953 - Lionel Logue, scienziato australiano (n. 1880)
- 1954 - Dante Broglio, incisore e pittore italiano (n. 1873)
- 1954 - Boris Ivanovič Jurcev, regista cinematografico sovietico (n. 1900)
- 1956 - Jack Bell, calciatore, allenatore di calcio e sindacalista britannico (n. 1869)
- 1956 - José Moscardó Ituarte, generale e dirigente sportivo spagnolo (n. 1878)
- 1957 - Alexandre Fayollat, mezzofondista francese (n. 1889)
- 1957 - Norman Whitley, giocatore di lacrosse britannico (n. 1883)
- 1958 - Nicole Ladmiral, attrice francese (n. 1930)
- 1959 - James Gleason, attore e regista statunitense (n. 1882)
- 1959 - Primo Mazzolari, presbitero, scrittore e partigiano italiano (n. 1890)
- 1960 - Giovanni Greppi, architetto italiano (n. 1884)
- 1960 - Walter Peterhans, fotografo e insegnante tedesco (n. 1897)
- 1960 - Theo Willems, arciere olandese (n. 1891)
- 1961 - Mbarek Bekkay, politico marocchino (n. 1907)
- 1961 - Aziz Ezzat Pascià, politico egiziano (n. 1869)
- 1962 - Ron Flockhart, pilota di Formula 1 britannico (n. 1923)
- 1962 - Nils Hellsten, schermidore svedese (n. 1886)
- 1962 - Erwin Guido Kolbenheyer, scrittore, poeta e drammaturgo tedesco (n. 1878)
- 1962 - Anton Pevsner, scultore francese (n. 1886)
- 1963 - Kazimierz Ajdukiewicz, filosofo e logico polacco (n. 1890)
- 1963 - Emilio Lavagnino, storico dell'arte e critico d'arte italiano (n. 1898)
- 1964 - Evert Willem Beth, matematico olandese (n. 1908)
- 1964 - Barbara Henneberger, sciatrice alpina tedesca (n. 1940)
- 1964 - Buddy Werner, sciatore alpino statunitense (n. 1936)
- 1966 - Janez Jalen, presbitero, drammaturgo e scrittore sloveno (n. 1891)
- 1967 - Clemens Wilmenrod, cuoco e attore tedesco (n. 1906)
- 1968 - Mary Baxter Ellis, militare britannico (n. 1892)
- 1968 - Lorenz Nieberl, bobbista tedesco (n. 1919)
- 1968 - Heinrich Nordhoff, dirigente d'azienda, imprenditore e ingegnere tedesco (n. 1899)
- 1968 - Franz Pfeffer von Salomon, politico e generale tedesco (n. 1888)
- 1969 - Stanisław Bacia, militare polacco (n. 1914)
- 1969 - Howard Bretherton, montatore e regista cinematografico statunitense (n. 1890)
- 1969 - Hans von der Mosel, generale tedesco (n. 1898)
- 1970 - Vsevolod Bessonov, militare sovietico (n. 1932)
- 1970 - Kerstin Thorborg, contralto e mezzosoprano svedese (n. 1896)
- 1970 - Arlington Valles, costumista britannico (n. 1886)
- 1971 - Carlo Alberto Federici, politico italiano (n. 1904)
- 1971 - Wynton Kelly, pianista statunitense (n. 1931)
- 1971 - Wolfgang Krull, matematico tedesco (n. 1899)
- 1971 - Igor' Evgen'evič Tamm, fisico russo (n. 1895)
- 1972 - Enrico Felicella, politico italiano (n. 1887)
- 1972 - Tom Iredale, zoologo inglese (n. 1880)
- 1972 - Arcadio López, calciatore argentino (n. 1910)
- 1972 - Kurt Wilhelm Marek, giornalista e scrittore tedesco (n. 1915)
- 1972 - Bjarne Røed Larsen, calciatore norvegese (n. 1904)
- 1972 - Alberts Šeibelis, calciatore lettone (n. 1906)
- 1973 - Arthur Freed, produttore cinematografico, cantante e paroliere statunitense (n. 1894)
- 1973 - Alphonse Lacroix, hockeista su ghiaccio statunitense (n. 1897)
- 1973 - Boris Andreevič Sacharov, ingegnere e compositore di scacchi russo (n. 1914)
- 1974 - Metodi Andonov, regista bulgaro (n. 1932)
- 1974 - Raymond Brownell, aviatore australiano (n. 1894)
- 1974 - Evgenij Viktorovič Vučetič, scultore sovietico (n. 1908)
- 1975 - Alf Andersen, combinatista nordico e saltatore con gli sci norvegese (n. 1906)
- 1975 - Joséphine Baker, cantante, danzatrice e militare statunitense (n. 1906)
- 1976 - Miriam Cooper, attrice statunitense (n. 1891)
- 1976 - Paul Ford, attore statunitense (n. 1901)
- 1977 - Beaumont Asquith, calciatore inglese (n. 1910)
- 1977 - Cesare Mariani, giornalista, dirigente sportivo e calciatore italiano (n. 1899)
- 1977 - Ray Middleton, allenatore di calcio e calciatore inglese (n. 1919)
- 1977 - Zenzō Shimizu, tennista giapponese (n. 1891)
- 1978 - Joseph Delteil, scrittore e poeta francese (n. 1894)
- 1978 - József Holzbauer, calciatore ungherese (n. 1901)
- 1978 - Isaak Michajlovič Menaker, regista cinematografico sovietico (n. 1905)
- 1978 - Paul White, attore statunitense (n. 1925)
- 1979 - Karl Anton, regista, sceneggiatore e produttore cinematografico ceco (n. 1898)
- 1979 - Leopold Horace Ognall, scrittore e giornalista scozzese (n. 1908)
- 1979 - Christiane Reimann, infermiera danese (n. 1888)
- 1980 - Ruggero Bonomi, generale e aviatore italiano (n. 1898)
- 1980 - William R. Tolbert Jr., politico liberiano (n. 1913)
- 1980 - Sonja Wigert, attrice norvegese (n. 1913)
- 1981 - Hendrik Andriessen, compositore e organista olandese (n. 1892)
- 1981 - Hans Chemin-Petit, compositore, direttore d'orchestra e insegnante tedesco (n. 1902)
- 1981 - Luigi Chiereghin, politico italiano (n. 1923)
- 1981 - Joe Louis, pugile e golfista statunitense (n. 1914)
- 1981 - Spiro Moisiu, generale e politico albanese (n. 1900)
- 1982 - Lenny Baker, attore statunitense (n. 1945)
- 1982 - August Claas, imprenditore tedesco (n. 1887)
- 1982 - Harry Storz, velocista e lunghista tedesco (n. 1904)
- 1982 - Maurice Ville, ciclista su strada francese (n. 1900)
- 1983 - Renato Giunti, editore e antifascista italiano (n. 1905)
- 1983 - Jørgen Juve, calciatore norvegese (n. 1906)
- 1984 - Daniele D'Anza, regista e sceneggiatore italiano (n. 1922)
- 1984 - José Jabardo, ciclista su strada spagnolo (n. 1915)
- 1984 - Edward Sokoine, politico tanzaniano (n. 1938)
- 1984 - Ramón Tapia, pugile cileno (n. 1932)
- 1984 - Ruth Taylor, attrice statunitense (n. 1905)
- 1985 - Édouard Baumann, calciatore francese (n. 1895)
- 1985 - Seiji Miyaguchi, attore giapponese (n. 1913)
- 1985 - Floyd Theard, cestista e allenatore di pallacanestro statunitense (n. 1944)
- 1986 - Joseph Dervaes, ciclista su strada belga (n. 1906)
- 1986 - Valentin Petrovič Kataev, scrittore russo (n. 1897)
- 1986 - Adriano Milani Comparetti, medico italiano (n. 1920)
- 1987 - René Hardy, partigiano e scrittore francese (n. 1911)
- 1987 - Rafael Mújica, calciatore spagnolo (n. 1927)
- 1987 - Mike Von Erich, wrestler statunitense (n. 1964)
- 1987 - Wang Renmei, attrice e cantante cinese (n. 1914)
- 1987 - Hertha von Walther, attrice tedesca (n. 1903)
- 1988 - Karol Fageros, tennista statunitense (n. 1934)
- 1988 - Sheridan Gibney, sceneggiatore e drammaturgo statunitense (n. 1903)
- 1988 - Alan Paton, scrittore, politico e attivista sudafricano (n. 1903)
- 1988 - Alma Sabatini, linguista e attivista italiana (n. 1922)
- 1988 - Vittorio Subilia, teologo italiano (n. 1911)
- 1988 - Italo Tancredi, attore italiano
- 1989 - Francesco Bellini, prefetto e politico italiano (n. 1899)
- 1989 - Stojan Brajša, politico, avvocato e pubblicista croato (n. 1888)
- 1989 - Gerald Flood, attore e doppiatore britannico (n. 1927)
- 1989 - Abbie Hoffman, attivista e politico statunitense (n. 1936)
- 1989 - Martin Kjølholdt, calciatore norvegese (n. 1938)
- 1989 - Antonio Porta, scrittore, poeta e critico letterario italiano (n. 1935)
- 1989 - Sugar Ray Robinson, pugile statunitense (n. 1921)
- 1989 - Georges Sébastian, direttore d'orchestra ungherese (n. 1903)
- 1989 - Tilda Thamar, attrice, regista e pittrice argentina (n. 1921)
- 1990 - Gustavo Bontadini, filosofo italiano (n. 1903)
- 1990 - Geoffrey Harrison, diplomatico inglese (n. 1908)
- 1990 - Otto Neumann, velocista e ostacolista tedesco (n. 1902)
- 1990 - Irving Terjesen, cestista statunitense (n. 1915)
- 1990 - Luis Trenker, regista, attore e alpinista italiano (n. 1892)
- 1991 - Domenico Latanza, politico italiano (n. 1908)
- 1991 - Tom Rosqui, attore statunitense (n. 1928)
- 1992 - Ilario Bandini, pilota automobilistico e imprenditore italiano (n. 1911)
- 1992 - Pietro Bugiani, pittore italiano (n. 1905)
- 1992 - Bruno Caizzi, storico e economista italiano (n. 1909)
- 1992 - Ademar José Ribeiro, calciatore brasiliano (n. 1940)
- 1992 - Marjorie Gestring, tuffatrice statunitense (n. 1922)
- 1992 - Ettore Gracis, direttore d'orchestra e compositore italiano (n. 1915)
- 1992 - Guerino Grimaldi, arcivescovo cattolico italiano (n. 1916)
- 1992 - Deane Keller, pittore e militare statunitense (n. 1901)
- 1992 - Alfonso Vinci, alpinista, partigiano e esploratore italiano (n. 1915)
- 1993 - Roy Cizek, inventore statunitense (n. 1943)
- 1994 - Elissa Aalto, architetto finlandese (n. 1922)
- 1994 - Suzanne Deve, tennista francese (n. 1901)
- 1994 - Branko Mikulić, politico jugoslavo (n. 1928)
- 1994 - Pamela Mitford, nobildonna inglese (n. 1907)
- 1994 - Joseph Nelis, calciatore belga (n. 1917)
- 1995 - Raffaele Di Sipio, attore italiano (n. 1906)
- 1995 - Philip H. Lathrop, direttore della fotografia statunitense (n. 1912)
- 1995 - Michail Perevalov, calciatore sovietico (n. 1930)
- 1996 - Antonio Capua, politico italiano (n. 1905)
- 1996 - Helmut Krone, pubblicitario statunitense (n. 1925)
- 1997 - Ivar Eriksson, calciatore svedese (n. 1909)
- 1997 - Nechama Leibowitz, biblista israeliana (n. 1905)
- 1997 - George Wald, biologo, fisiologo e biochimico statunitense (n. 1906)
- 1998 - Giovanni Demaria, economista italiano (n. 1899)
- 1998 - Ljubica Otašević, cestista e attrice jugoslava (n. 1933)
- 1998 - Bruno Rodzik, calciatore francese (n. 1935)
- 1998 - Charles Sibley, ornitologo e biologo statunitense (n. 1917)
- 1999 - Ricardo Barreiro, fumettista argentino (n. 1949)
- 1999 - Dora Calindri, attrice italiana (n. 1910)
- 1999 - Mario Forgione, giornalista e saggista italiano (n. 1933)
- 1999 - Paolo Martelli, calciatore italiano (n. 1970)
- 1999 - José Francisco de Morais, calciatore brasiliano (n. 1948)
- 2000 - Carmen Dillon, scenografa britannica (n. 1908)
- 2000 - Franco Ferrari, giornalista e scrittore italiano (n. 1929)
- 2000 - Max Hofmeister, calciatore austriaco (n. 1913)
- 2000 - Christopher Pettiet, attore statunitense (n. 1976)
- 2000 - Gianfranco Rossi, scrittore e poeta italiano (n. 1931)

## XXI secolo(134)
- 2001 - Harvey Ball, artista, imprenditore e militare statunitense (n. 1921)
- 2001 - Alberto Erede, direttore d'orchestra italiano (n. 1908)
- 2001 - Richard Shores, compositore e direttore d'orchestra statunitense (n. 1917)
- 2002 - Abram Aronovič Narodickij, regista cinematografico sovietico (n. 1906)
- 2003 - Sydney Lassick, attore statunitense (n. 1922)
- 2004 - Alfio Caponi, politico, sindacalista e partigiano italiano (n. 1914)
- 2004 - Jean-Marie Robain, attore francese (n. 1913)
- 2005 - Georgi Pačedžiev, allenatore di calcio e calciatore bulgaro (n. 1916)
- 2006 - Andy Duncan, cestista statunitense (n. 1922)
- 2006 - Shekhar Mehta, pilota di rally keniota (n. 1945)
- 2006 - Puggy Pearson, giocatore di poker statunitense (n. 1929)
- 2006 - José Manuel Martín, attore spagnolo (n. 1924)
- 2006 - Rajkumar, attore indiano (n. 1929)
- 2007 - Mario Jsmaele Castellano, arcivescovo cattolico italiano (n. 1913)
- 2007 - Bob Sullivan, cestista e giocatore di baseball statunitense (n. 1921)
- 2008 - Duilio Agostini, pilota motociclistico italiano (n. 1926)
- 2008 - Cecilia Colledge, pattinatrice artistica su ghiaccio britannica (n. 1920)
- 2008 - Dieter Eppler, attore tedesco (n. 1927)
- 2008 - Aleksandar Gec, cestista, allenatore di pallacanestro e dirigente sportivo jugoslavo (n. 1928)
- 2008 - Patrick Hillery, politico irlandese (n. 1923)
- 2008 - Bobby Tucker, musicista statunitense (n. 1923)
- 2009 - Marilyn Chambers, attrice pornografica e attrice cinematografica statunitense (n. 1952)
- 2009 - Kent Douglas, hockeista su ghiaccio e allenatore di hockey su ghiaccio canadese (n. 1936)
- 2009 - Mike Keen, allenatore di calcio e calciatore inglese (n. 1940)
- 2009 - Eve Kosofsky Sedgwick, sociologa, critica letteraria e pedagogista statunitense (n. 1950)
- 2010 - Andrea Cassone, arcivescovo cattolico italiano (n. 1929)
- 2010 - Leonardo Cremonini, pittore e disegnatore italiano (n. 1925)
- 2010 - Gianfranco Fineschi, medico e botanico italiano (n. 1923)
- 2010 - Wolfgang Graßl, sciatore alpino e allenatore di sci alpino tedesco (n. 1970)
- 2010 - Peter Haskell, attore statunitense (n. 1934)
- 2010 - Lati Rinpoche, monaco buddhista tibetano (n. 1922)
- 2010 - Michel Meslin, storico francese (n. 1926)
- 2010 - Loredana Pavone, modella e stilista italiana (n. 1924)
- 2010 - Carlo Alberto Rossi, compositore, editore e produttore discografico italiano (n. 1921)
- 2010 - Werner Schroeter, regista, sceneggiatore e montatore tedesco (n. 1945)
- 2011 - Buster Martin, personaggio televisivo francese (n. 1906)
- 2011 - Aleksandar Petaković, calciatore jugoslavo (n. 1930)
- 2011 - Miroslav Tichý, fotografo ceco (n. 1926)
- 2012 - Vladimir Astapovskij, calciatore sovietico (n. 1946)
- 2012 - Kellon Baptiste, calciatore grenadino (n. 1973)
- 2012 - Liz Ferris, tuffatrice britannica (n. 1940)
- 2012 - Mario Gismondi, giornalista italiano (n. 1926)
- 2012 - Nico Tirone, cantante italiano (n. 1944)
- 2013 - Robert Byrne, scacchista e giornalista statunitense (n. 1928)
- 2013 - Michael France, sceneggiatore statunitense (n. 1962)
- 2013 - Mario Gallorini, pittore e ceramista italiano (n. 1926)
- 2013 - Marv Harshman, allenatore di pallacanestro statunitense (n. 1917)
- 2013 - Rosella Masseglia Natali, cantante italiana (n. 1943)
- 2013 - Oöphoi, musicista italiano (n. 1958)
- 2013 - Stefan Stojkov, cestista bulgaro (n. 1938)
- 2013 - Izabella Teleżyńska, attrice polacca (n. 1928)
- 2014 - Maurício Alves Peruchi, calciatore brasiliano (n. 1990)
- 2014 - Pierre-Henri Menthéour, ciclista su strada francese (n. 1960)
- 2015 - Ibrahim Sulayman Muhammad Arbaysh, terrorista saudita (n. 1979)
- 2015 - Noël De Pauw, ciclista su strada e pistard belga (n. 1942)
- 2015 - Patrice Dominguez, tennista francese (n. 1950)
- 2015 - François Maspero, scrittore e traduttore francese (n. 1932)
- 2015 - Nando Paduano, cantante italiano (n. 1946)
- 2016 - Aquilino Bonfanti, calciatore italiano (n. 1943)
- 2016 - Gianroberto Casaleggio, imprenditore e politico italiano (n. 1954)
- 2016 - Gib Guilbeau, cantante e musicista statunitense (n. 1937)
- 2016 - Anne Jackson, attrice statunitense (n. 1925)
- 2016 - Balls Mahoney, wrestler statunitense (n. 1972)
- 2016 - Quique Martín, calciatore e allenatore di calcio spagnolo (n. 1925)
- 2016 - Tibor Ordina, lunghista e triplista ungherese (n. 1971)
- 2016 - Fabio Poggiali, attore teatrale, drammaturgo e regista teatrale italiano (n. 1966)
- 2016 - Arnold Wesker, drammaturgo inglese (n. 1932)
- 2016 - Pedro de Felipe, calciatore spagnolo (n. 1944)
- 2017 - Jean Bernabé, scrittore e linguista francese (n. 1942)
- 2017 - Peggy Hayama, cantante e personaggio televisivo giapponese (n. 1933)
- 2017 - Santiago Isasi, calciatore spagnolo (n. 1936)
- 2017 - Toshio Matsumoto, regista e artista giapponese (n. 1932)
- 2017 - Franco Mescolini, attore italiano (n. 1944)
- 2017 - Charlie Murphy, attore, autore televisivo e sceneggiatore statunitense (n. 1959)
- 2017 - Gianfranco Sabbatini, politico italiano (n. 1932)
- 2017 - Barry Smith, batterista e percussionista statunitense (n. 1946)
- 2017 - Mika Vainio, musicista finlandese (n. 1963)
- 2018 - Giuliano Cenci, regista italiano (n. 1931)
- 2018 - Gianfranco Cremonese, politico italiano (n. 1940)
- 2018 - Stuart Devlin, artista australiano (n. 1931)
- 2018 - Sergio Pitol, scrittore, traduttore e diplomatico messicano (n. 1933)
- 2019 - Ivor Broadis, calciatore e allenatore di calcio inglese (n. 1922)
- 2019 - Italo Casali, tiratore a segno sammarinese (n. 1940)
- 2019 - Georgia Engel, attrice e doppiatrice statunitense (n. 1948)
- 2019 - Forrest Gregg, allenatore di football americano e giocatore di football americano statunitense (n. 1933)
- 2019 - Tommy Smith, calciatore inglese (n. 1945)
- 2019 - Giuliana Valci, cantante e astrologa italiana (n. 1946)
- 2020 - Camillo Ballin, vescovo cattolico e missionario italiano (n. 1944)
- 2020 - Maurice Barrier, attore francese (n. 1932)
- 2020 - Axel Berg, calciatore norvegese (n. 1938)
- 2020 - Kishen Bholasing, cantante, musicista e percussionista surinamese (n. 1984)
- 2020 - Peter Bonetti, calciatore inglese (n. 1941)
- 2020 - Tim Brooke-Taylor, comico, attore e sceneggiatore inglese (n. 1940)
- 2020 - Tony Cauchi, calciatore e allenatore di calcio maltese (n. 1935)
- 2020 - Jacques De Decker, scrittore, giornalista e drammaturgo belga (n. 1945)
- 2020 - Lucio Del Pezzo, artista, pittore e scultore italiano (n. 1933)
- 2020 - Keiji Fujiwara, attore e doppiatore giapponese (n. 1964)
- 2020 - Danny Goldman, attore e doppiatore statunitense (n. 1939)
- 2020 - Sascha Hupmann, cestista tedesco (n. 1970)
- 2020 - Tarvaris Jackson, giocatore di football americano statunitense (n. 1983)
- 2020 - Rubén Menini, cestista argentino (n. 1924)
- 2020 - Stirling Moss, pilota automobilistico britannico (n. 1929)
- 2020 - Chung Won-shik, politico e militare sudcoreano (n. 1928)
- 2021 - Gianni Bertoncin, attore e doppiatore italiano (n. 1934)
- 2021 - Marco Bollesan, rugbista a 15, allenatore di rugby a 15 e dirigente sportivo italiano (n. 1941)
- 2021 - Shirley Williams, politica, docente e scrittrice inglese (n. 1930)
- 2021 - André Maranne, attore francese (n. 1926)
- 2021 - Giuseppe Mercante, criminale italiano (n. 1953)
- 2021 - Daniel Schinasi, pittore italiano (n. 1933)
- 2021 - Vincent Vitetta, ciclista su strada francese (n. 1925)
- 2021 - Willard Weston, imprenditore canadese (n. 1940)
- 2022 - Mario Bianchi, regista italiano (n. 1939)
- 2022 - Sonny Caldinez, attore trinidadiano (n. 1932)
- 2022 - Olga Fiorini, imprenditrice e insegnante italiana (n. 1927)
- 2022 - Gilbert Gottfried, comico, attore e doppiatore statunitense (n. 1955)
- 2022 - Zvonimir Janko, matematico croato (n. 1932)
- 2022 - Georges Zvunka, allenatore di calcio e calciatore francese (n. 1937)
- 2023 - Ivo Babuška, matematico ceco (n. 1926)
- 2023 - Silvio Bergia, fisico italiano (n. 1935)
- 2023 - James Bradley, cestista statunitense (n. 1955)
- 2023 - Jacques Gaillot, vescovo cattolico e attivista francese (n. 1935)
- 2023 - Tibisay Lucena, politica venezuelana (n. 1959)
- 2023 - Jah Shaka, musicista giamaicano (n. 1950)
- 2023 - Yves Sillard, ingegnere e aviatore francese (n. 1936)
- 2023 - Megan Terry, drammaturga e sceneggiatrice statunitense (n. 1932)
- 2024 - Giorgio Azzolini, contrabbassista e compositore italiano (n. 1928)
- 2024 - Roberto Cavalli, stilista italiano (n. 1940)
- 2024 - Rubén Douglas, cestista statunitense (n. 1979)
- 2024 - Olga Fikotová, discobola e cestista cecoslovacca (n. 1932)
- 2024 - Joseph Reynders, nuotatore e pallanuotista belga (n. 1929)
- 2025 - Denis Arndt, attore statunitense (n. 1939)
- 2025 - Roy Thomas Baker, produttore discografico britannico (n. 1946)
- 2025 - Christian Chukwu, allenatore di calcio e calciatore nigeriano (n. 1951)
- 2025 - Graziano Mesina, criminale italiano (n. 1942)

## Senza anno specificato(1)
- Damiano di Pavia, vescovo italiano